# 이종훈 (1858년)
이종훈(李鍾勳, 1858년 2월 9일 ~ 1932년 5월 2일)은 한국의 독립운동가로서 민족대표 33인 중 한명이다. 천도교 지도자이기도 하며 천도교 도호는 정암(正菴)이다.

## 생애
경기도 광주 실촌면 유여리(현 곤지암읍 유사리)에서 부친 이우재와 모친 선산김씨 사이의 삼형제중 둘째로 태어났다. 본관은 광주, 원래 이름은 종구, 자는 진호이다.유년기에 윤치소, 의친왕, 권동진 등과 필운학당에서 수학하였다. 이후 명문가 출신인 윤치소의 조카와 결혼했다.

## 동학농민전쟁 활동
1893년 동학에 입도하여 1894년 동학농민운동에 손병희와 함께 북접군으로 참가했으며, 우금치 전투에서 패한후 손병희, 손천민, 이용구 등과 함께 모두 북쪽으로 퇴각하였다. 이후 손병희와 함께 충청도에서 은거생활에 들어갔다.
1898년 4월 최시형이 원주에서 체포되기 전 피신생활을 하는 동안 이종훈은 논 10마지기를 팔아 최시형을 돌보았으며, 나중에는 옥바라지도 맡았다. 이종훈은 논을 팔아 간수를 매수하여 최시형에게 의복과 음식을 몰래 차입하였다. 1898년 교주 최시형이 교수형을 당했을 때는 시신을 수습하여 장례를 치른 것으로 전해진다. 이종훈은 천도교 창건당시부터 중앙총부의 고위간부로 임명되어 서응관장, 현기사장, 혜양과장 등을 두루 역임하였으며, 1908년 고문실 고문, 직무도사실 도사장, 대종사 사장, 1911년 도사실 장로로 임명되었다.

## 독립운동
1902년 이종훈은 손병희와 함께 일본으로 망명하여 권동진, 오세창 등을 만나 독립의 방도를 논의하였다.
1904년부터 손병희의 갑진개혁운동에도 앞장 섰다. 손병휘는 1904년 4월 이종훈을 비롯한 동학 지도자 40여명을 도쿄로 불러 민회 조직을 지시하였다. 이들은 귀국하여 대동회(이후 진보회로 개칭)를 조직하여 단발, 흑의입기 운동을 전재하였다.
1910년 이종일의 지시로 이종훈은 임예환과 함께 농어민을 포섭하여 민중운동을 시도하였다. 이종훈은 경기도 인근 농민을 맡아 조사하였다. 당시 농민의 80%이상이 반일감정을 가지고 있었다. 이를 통대로 이종일, 임예환은 보성사 사원 60여명과 함께 범국민 신생활 운동을 추진하였다. 이는 비정치적 국민집회를 표방한 것으로, 집회일은 7월 15일 이었다. 그러나 7월 13일 종로경찰서에 집회서류가 발각되어 서류일체를 압수당하였다. 다행히 생활개선운동이라 둘러대 화를 면했다. 이해 10월 31일 천도교를 중심으로 비밀결사체인 민족문화 수호운동본부를 만들었다. 총재에는 손병희, 회장에 이종일, 부회장에 김홍규, 제1분과위원장은 권동진, 제2분과 위원장은 오세창, 제3분과위원장은 이종훈이 맡았다. 이들이 민족문화수호운동으로 구상했던 것은 민중시위운동이었으며, 민중동원을 위해 강연회를 개최했다. 1914년 4월 29일 이종훈은 '민족문화 수호의 의의'라는 주제로 강연하다가 종로 경찰서에 연행되기도 하였다.
1916년 2월 천도교가 운영하던 출판사였던 보성사에내 천도구국단이라는 비밀단체를 조직하였는데, 이는 일본이 물러가면 정권을 담당할 모체였다.이종훈, 이종일, 박준승, 장효근 등은 각계원로들과 함께 민중시위 운동을 추진하였다. 그러나 이종훈이 만난 월남 이상재만 동의하였을 뿐 다른 인사들은 찬성하지 않아 결국 성사되지 못했다.
1918년 5월 5일 손병희를 비롯해 이종훈, 권동진, 오세창, 최린 등 천도교 지도부는 모임을 가지며 독립운동 3대원칙을 정하였다. 시위 일자를 9월 9일로 잡고 이를 '무오 독립시위운동'으로 명명하였으나, 최남선이 준비하기로 했던 독립선언서가 제때 준비되지 않아 차질을 빚게 된다.
1919년 2월 25일 천도교 장로였던 이종훈은 천도교 기도회 종료 보고와 국장을 배관하기 위하여 서울에 올라갔다가 손병희, 권동진, 오세창 등을 만나 독립운동에 대한 계획을 듣고, 3·1 운동에 민족대표 33인으로 참가했다. 그는 당시 60대로 대표들 가운데 최고령자였다. 1년 반에 걸친 심문과 재판 이후 1920년 10월 30일 경성복심법원 최종심에서 보안법 및 출판법 위반죄로 징역 2년(미결구류 360일 통산)을 선고 받았다. 이후 2년간 서대문감옥 병사에서 옥고를 치른 후 1921년 11월 4일 만기출옥하였다.
장남 이동수(일명 관영)은 손병희의 장녀 손관화와 혼인하였다. 을사조약 때 이관영은 이완용에 대한 테러를 기도했다가 의병에 참가하여 일본군과의 교전 중 전사하였다. 
1922년 천도교 종법원 종법사 겸 경기도 교구순회 책임자로 선임되었다. 당시 천도교 신구파 갈등 속에서 홍병기, 오지영, 정계완 등과 함께 '교단에 불온한 문서를 배포하여 교단의 체면을 손상시켰다'라는 이유로 1922년 5월 12일 제명되었으나, 1개월 이후 6월 13일 제명이 취소되면서 교적은 회복되었다.
1922년 11월 한용운, 이상재, 이승훈 등과 함께 민립 대학기성회 집행위원으로 참여하였다.
1924년 천도교 최고비상혁명위원회 사성위원장을 맡았으며, 만주와 연해주에서 활동하던 천도교 혁신파 동료들과 합류하여 1926년 고려혁명당을 조직하였다. 혁신파 동료들과 함께 만주로 옮겨갔다가 고려혁명당사건으로 조직이 노출되면서 체포되어, 징역 2년을 선고받고 옥고를 치른 후 1929년 7월 5일 가출옥 하였다.

## 사후
1931년 5월 2일 사망했다.
시인은 고향에 매장되었다가 1966년 현재 국립서울현충원 애국지사 묘역 21번에 안장되었다.
- 대한민국 정부는 그의 공헌을 기려 1962년 건국훈장 대통령장을 추서하였다.

## 같이 보기
- 윤치소
- 3·1 운동
- 민족대표 33인
- 손병희
- 천도교
- 독립유공자로 대통령장을 수여받은 사람

## 참고자료
- 이종훈 : 독립유공자 공훈록 - 국가보훈처
- 대한민국 국가보훈처, 2011년 3월 이 달의 독립 운동가 - 이종훈
- 우리 가문에 민족대표가 계셨습니다 - 정암 이종훈 선생 추모제를 다녀와서, 《오마이뉴스》 (2006.3.4)